# Arco del Cubo (Zafra)

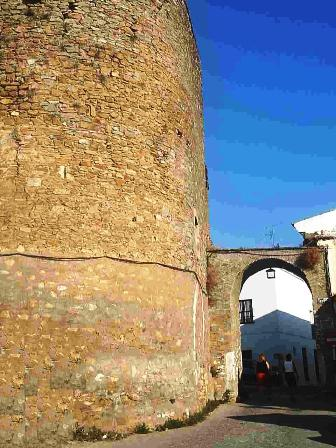
Arco del Cubo de Zafra, cara exterior

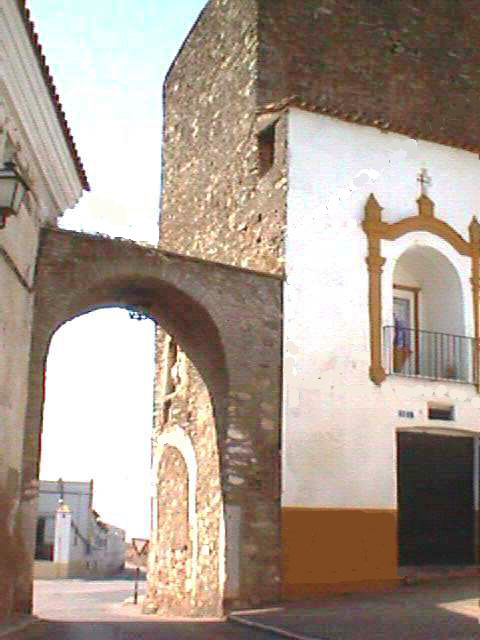
Arco del Cubo de Zafra, cara intramuro

El Arco del Cubo de Zafra corresponde a la que fuera puerta norte de la villa de Zafra, la Puerta de Badajoz, quizás la más importante de las que tuvo la villa. El arco en sí es obra tardía (siglo XVII) pues la antigua puerta estaba en el torreón anejo el arco, en el cual se encuentra la figura ecuestre de Santiago Matamoros (los Feria estuvieron muy unidos a la Orden de Santiago) y debajo de la misma el arco de la que fue la verdadera puerta.
Al salir por dicho arco nos encontramos con la Iglesia del Rosario y prácticamente en las afueras de la actual ciudad de Zafra. Al entrar por él nos adentramos en la calle de Tetuán que nos llevará hasta la Plaza Grande. En esta calle hay importantes casonas, entre ellas la que fuera Hospital de San Ildefonso, uno de los tres hospitales de la Zafra ducal, y antes de desembocar en la citada Plaza Grande muestra su fachada principal la Iglesia de la Candelaria. Actualmente la zona del arco luce restaurada, habiéndose recuperado la fisonomía original del arco y de un sector de la muralla de Zafra.
En mayo de 2015, un autobús que utilizaba el Partido Popular de Extremadura durante su campaña electoral quedó atascado.